# Козловский, Кшиштоф
Кши́штоф Ян Козло́вский (пол. Krzysztof Jan Kozłowski; 18 августа 1931 года, Пшибыславице, Малопольское воеводство, Польша — 26 марта 2013 года, Краков, Польша) — польский журналист, политический деятель, руководитель спецслужб.

## Биография
Сын политика Томаша Козловского.
В 1950—1956 годах изучал философию в Католическом университете Люблина. В течение многих лет, с 1965 по 2007, был заместителем главного редактора католического еженедельника Tygodnik Powszechny.
Во время августовских событий 1980 года присоединился к обращению 64 ученых, писателей и журналистов к коммунистическим властям с просьбой вступить в диалог с бастующими рабочими. Участвовал в переговорах Круглого Стола.
В 1990—1991 годах был министром внутренних дел в правительстве Тадеуша Мазовецкого.
В 1990 году Кшиштоф Козловский возглавил Управление по охране государства — новую структуру, пришедшую на смену Службе безопасности ПНР (в том же году его сменил на этом посту Анджей Мильчановский, в будущем глава МВД).
По приказу Козловского было создано спецподразделение GROM.
Несколько сроков был сенатором.
Скончался 26 марта 2013 года в Кракове и был похоронен на Сальваторском кладбище.